# Teté
Teté, właśc. José Francisco Duarte Júnior (ur. 24 sierpnia 1907 w Pelotas  – zm. 18 czerwca 1962 w Porto Alegre) − piłkarz brazylijski, po zakończeniu kariery trener.

## Kariera klubowa
Podczas kariery piłkarskiej Teté występował w Botafogo FR i 9º Regimento Pelotas. 
Z Botafogo trzykrotnie zdobył mistrzostwo stanu Rio de Janeiro – Campeonato Carioca w 1930, 1932 i 1933. Z 9º Regimento zdobył mistrzostwo stanu Rio Grande do Sul – Campeonato Gaúcho w 1935 roku.

## Kariera trenerska
Po zakończeniu kariery piłkarskiej Teté został trenerem. W latach 1935–1938 prowadził klub 9º Regimento Pelotas, który doprowadził do jedynego w jego historii mistrzostwa stanu Rio Grande do Sul oraz trzykrotnie zdobył z nim mistrzostwo miasta Pelotas Campeonato Citadino de Pelotas w 1935, 1936 i 1938 roku. W latach 1940–1943 i 1946 prowadził Brasil Pelotas, z którym trzykrotnie zdobył mistrzostwo miasta Pelotas w 1941, 1942, 1946 roku.
W pod koniec lat 40. prowadził Cruzeiro Porto Alegre i Nacional Porto Alegre. Najlepszym okresem w jego karierze trenerskiej były lata 1951–1957, kiedy to prowadził SC Internacional. Z Internacionalem czterokrotnie zdobył mistrzostwo stanu Rio Grande do Sul – Campeonato Gaúcho w 1951, 1952, 1953 i 1955 oraz czterokrotnie mistrzostwo Porto Alegre – Campeonato Citadino de Porto Alegre w 1951, 1952, 1953 i 1955 roku.
W 1956 roku Teté prowadził reprezentację Brazylii w Mistrzostwach Panamerykańskich, w których Brazylia zwyciężyła. W późniejszych latach jeszcze dwukrotnie wracał na ławkę trenerską w São José Porto Alegre i Internacionalu.